# Panoramafrihet
För vägledning till hur Wikipedia kan dra nytta av panoramafrihet, se WP:Panoramafrihet och Commons:Freedom of panorama.

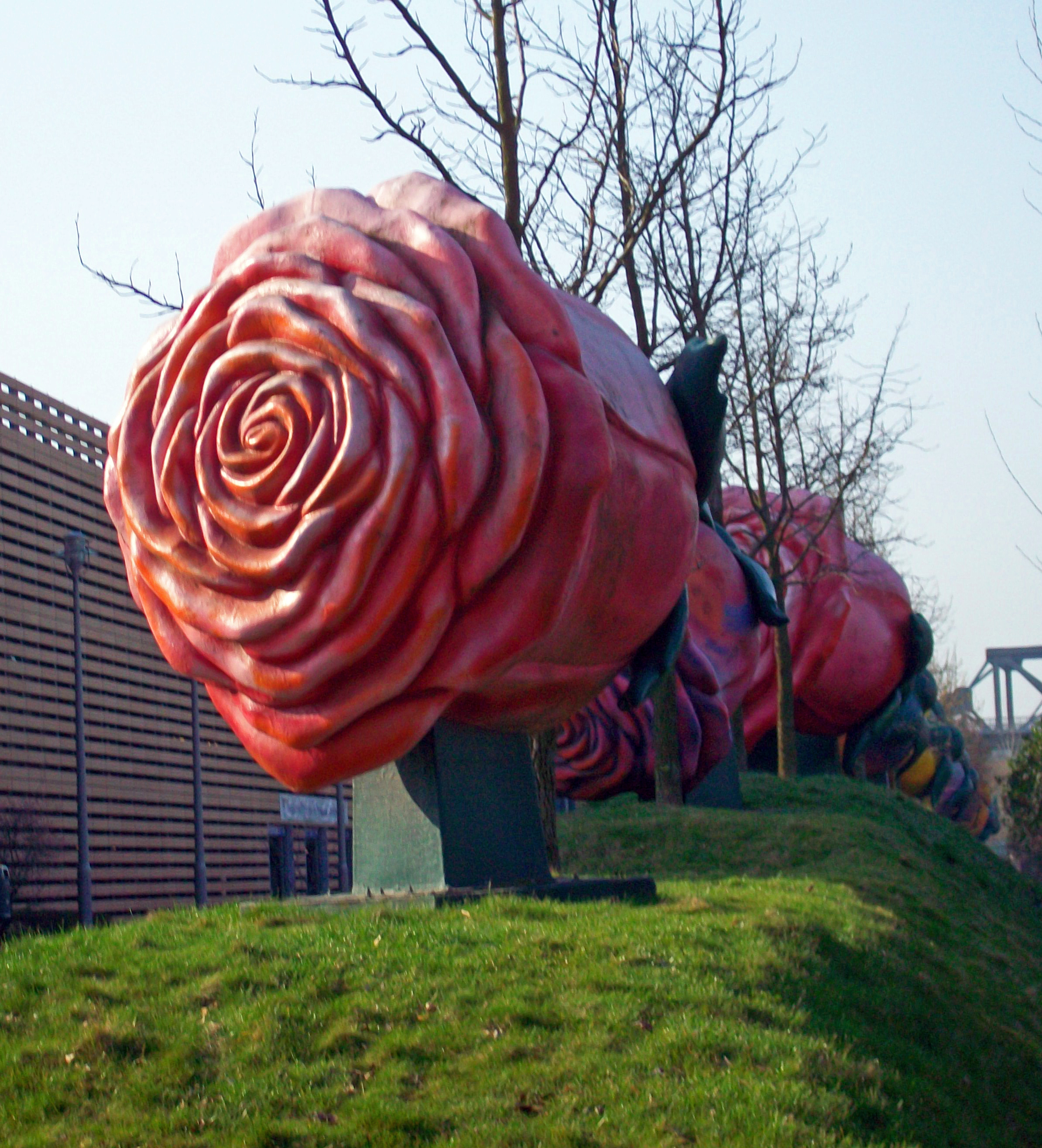
De här offentligt utställda skulpturerna av Sergej Alexander Dott, Himmelsblumen, 2003 vid Gleisdreieck, Berlin är möjliga att avbilda och återge bilder av, eftersom Tysklands lagar om upphovsrätt innehåller klausuler om panoramafrihet.

Panoramafrihet (tyska: Panoramafreiheit, engelska: Freedom of panorama, FOP) är en inskränkning i upphovsrätten som finns i många länders lagstiftning. Den gör det möjligt att fotografera, filma eller måla/teckna av byggnader eller konstverk som är permanent placerade i det offentliga rummet – och därefter publicera resultatet.
Regler för panoramafrihet och/eller andra lagar begränsar möjligheten för upphovsmannen att åtala den som tagit eller distribuerat sådana bilder. Annars är det normala inom upphovsrättslagstiftningen att endast upphovsmannen har laglig rätt att ge tillstånd att kopiera eller göra bearbetningar av dennes verk.

## Lagar i olika länder

Panoramafrihet eller inte i olika europeiska länder.

Många länder har liknande inskränkningar i upphovsrätten, vilket gör det lagligt att publicera fotografier som tagits på allmän plats eller från en allmän plats. Tolkningarna och villkoren för vad som är lagligt möjligt skiljer sig dock ofta åt från land till land.

### Europeiska unionen (översikt)
Inom Europeiska unionen ger Direktiv 2001/29/EC möjlighet – men ingen skyldighet – för medlemsstaterna att lägga in en klausul om panoramafrihet i sina respektive upphovsrättslagar.
Panoramafrihet definieras bland annat i artikel 59 i den tyska Urheberrechtsgesetz ('Upphovsrättslagen'), i artikel 27 i den schweiziska Urheberrechtsgesetz och i sektion 62 av den brittiska Copyright, Designs and Patents Act 1988,
Det finns å andra sidan Europeiska länder som Italien, Frankrike och Island, där panoramafrihet inte existerar (åtminstone inte fullt ut). Trots offentliga protestaktioner och ett statligt initiativ, lett av advokaten Guidi Scorza och journalisten Luca Spinelli, är fotoåtergivningar av offentliga miljöer fortfarande förbjudna.
Detta är i enlighet med den gamla italienska upphovsrättslagstiftningen,  vilken gjorts än mer restriktiv genom "Codice Urbani". I denna tilläggslag meddelas bland annat att publicering av foton av "kulturföremål" (vilket i teorin inkluderar nästan alla av människan utformade miljöer) i kommersiellt syfte förutsätter att man först erhåller tillstånd från Konst- och kulturarvsministeriets lokalkontor.

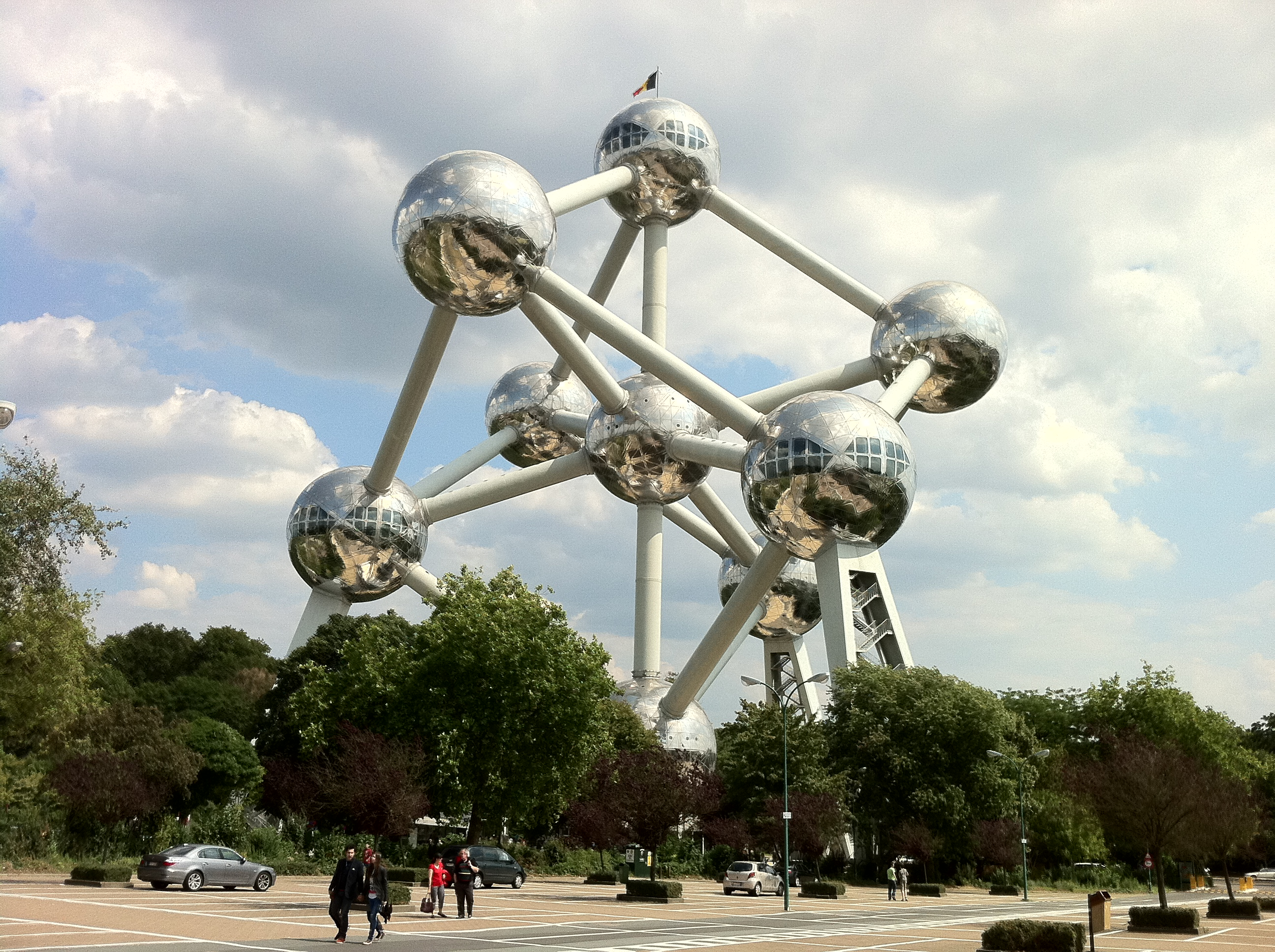
Atomium, en välbekant del av Bryssels stadsbild sedan 1958. Först 2016 blev avbildningar av den möjliga att sprida fritt.

Belgien hade fram till juli 2015 samma typ av lagstiftning på området som Frankrike. Det innebar bland annat stora begränsningar att fritt kunna publicera bilder på Atomium och andra kända belgiska 1900-talsbyggnader. I juni månad detta år ändrades dock lagstiftningen för att tillåta avbildning och återgivning av både bildkonst och arkitektur på allmän plats.

### Sverige
I Sverige är panoramafriheten inskriven i Upphovsrättslagen (Lag [1960:729] om upphovsrätt till litterära och konstnärliga verk), 2 Kap. ("Inskränkningar i upphovsrätten") 24§:

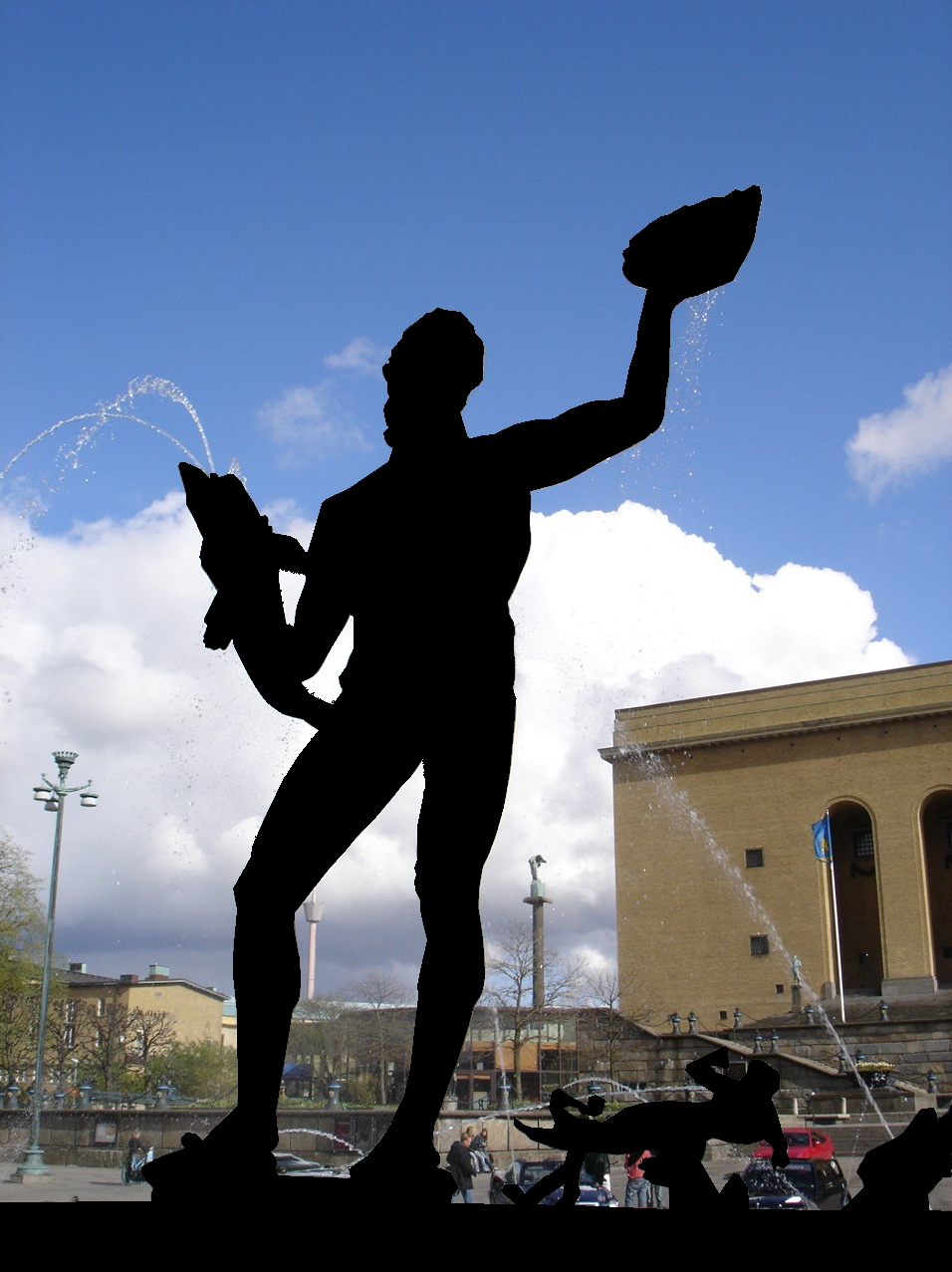
I april 2016 kom ett utslag i Sveriges högsta domstol som begränsade panoramafriheten i samband med digital spridning av offentlig konst.

| ”              | 24 § Konstverk får avbildas 1. om de stadigvarande är placerade på eller vid allmän plats utomhus, 2. om syftet är att annonsera en utställning eller försäljning av konstverken, men endast i den utsträckning som behövs för att främja utställningen eller försäljningen, eller 3. om de ingår i en samling, i kataloger, dock inte i digital form. Byggnader får fritt avbildas. Lag (2005:359). | „ |
| – Lag 1960:729 | |   |

Intresseorganisationen Bildkonst Upphovsrätt i Sverige hävdade 2014 i en stämning mot Wikimedia Sverige och dess konstdatabas offentligkonst.se även att ordet "avbildas" inte är samma sak som "återges" (nämnt i § 23 angående offentliggjorda konstverk). Stämningen har 2015 fått prövningstillstånd i Högsta domstolen, och frågan anses principiellt viktig för att ta reda på hur den svenska upphovsrättslagstiftningen fungerar i relation till Internet.
4 april 2016 kom beslut i målet från Högsta domstolen. Beslutet sa i princip att panoramafriheten inte var applicerbar i samband med digital spridning av bilder från en databas. Den 6 juli 2017 meddelade Patent- och marknadsdomstolen sin dom. Den följde Högsta domstolens beslut och gav Bildkonst Upphovsrätt i Sverige rätt i målet.

### Förslag till EU-direktiv (2015)
2015 planeras en större översyn och harmonisering av upphovsrättslagstiftningen i och mellan de olika EU-medlemsstaterna (enligt Infosoc-direktivet). Den syftar dels till att stärka upphovsrättshavarnas rätt internationellt, dels till att underlätta för konsumenter i olika EU-länder att få tillgång till samma verk (bland annat försvåra geoblockering). Vad gäller panoramafrihet föreslår Europaparlamentets utskott för rättsliga frågor en harmonisering av EU-reglerna där panoramafrihet ska gälla generellt och för både byggnader och offentlig konst, men endast för icke-kommersiellt bruk. Denna rekommendation är kontroversiell, inte minst i de EU-länder som hittills inte haft denna begränsning. Europaparlamentet röstade om ett förslag (till ett kommande direktiv från EU-kommission) den 9 juli 2015.
Mellan 23 juni och 8 juli samlade en petition via Change.org in 484 000 namnteckningar mot förslaget till EU-direktiv. Innan petitionen avslutades några dagar senare hade den totalt samlat 555 000 namn. Namninsamlingen och olika Wikipediaversioners kampanj för att uppmärksamma panoramafrihetens betydelse för Wikipedia tros ha påverkat omröstningen i Europaparlamentet, där hela paragrafen med panoramafrihet under icke-kommersiell begränsning röstades ner med stor majoritet. Detta innebar att parlamentet inte uttalade sig angående panoramafrihet inom EU. Rapporten i övrigt (som gällde Infosoc-direktivet i stort) röstades dock igenom.

### USA
I USA:s lagar om upphovsrätt finns ingen regel som direkt motsvarar panoramafrihet. Den enda liknande passusen är den i 17 USC 120(a), vilken meddelar att bildmässiga avbildningar av byggnader inte styrs av arkitektens upphovsrätt. Det innebär att byggnader i USA som rests efter 1 december 1990 ur fotograferingssynpunkt är public domain. Motsvarande panoramafrihet som för byggnader gäller dock inte för konstverk, vilket inkluderar konstverk som ingår i bildens (centrala) blickfält.

## Tvådimensionella verk
Olika länders lagstiftning är mer eller mindre tillåtande angående möjligheten att avbilda/återge offentliga miljöer trots närvaron av upphovsrättsskyddade objekt. I de flesta länder är det bara möjligt att i bild återge tredimensionella verk som är permanent installerade på allmän plats, och med permanent menas då i regel "för verkets naturliga livslängd". I Schweiz är det även möjligt att avbilda och publicera avbildningar av tvådimensionella verk som muralmålningar och graffiti, men sådana bilder kan inte användas i samma syfte som originalet.

## Allmän plats

### Definitioner
Många lagar skiljer sig något åt vad gäller allmän plats och privat egendom. Medan platsen där fotografen står inte spelar någon roll i Österrike, är avbildningar endast tillåtna om bilden tagits från allmän plats; hjälpmedel som stegar, kranar och flygplan gör då ingen skillnad. Under vissa omständigheter utsträcks fotograferingsmöjligheten till privat mark som exempelvis allmänt tillgängliga privata parker och slott utan inträdeskontroll. Då brukar finnas förbehåll om att ägaren kan kräva en avgift för kommersiell användning av bilderna. I många östeuropeiska länder begränsas de här bilderna till icke-kommersiell användning.
Kartan ovan visar också på olika länders skiftande definitioner av vad som är "allmän plats". I de flesta länder (bland annat Tyskland) räknas endast platser utomhus in i definitionen, medan några länder även inkluderar olika inomhusytor som offentliga museer (bland annat Storbritannien och Ryssland).

### Filippinerna
I Filippinerna upptrappades 2013 en konflikt mellan landets fotografer och den filippinska staten. 12 juni 2013, på Filippinernas självständighetsdag, kallade aktivistgruppen Bawal Mag-Shoot till en "Freedom to Shoot Day"-protest vid Luneta Park i Manila. Gruppen vill demonstrera sin rätt att ta foton vid historiska (och) allmänna platser, särskilt vid Luneta och Intramuros. Parkförvaltningen avkräver fotografer med systemkameror en avgift för fotograferande för kommersiella syften. Det rapporterades också att säkerhetsvakterna även kräver 500 pesos även för fotografering för icke-kommersiella ändamål, något som aktivisterna ansåg var "utpressning".
Aktivisterna hävdade också att filippinska fotografer utsätts för diskriminering, så att parkförvaltningen tillåter större friheter för utländska fotografer. Det finns inget officiellt regelverk angående fotografering av historiska platser, och aktivisterna uppmanade landets lagstiftare att göra något åt saken.

## Antiterroristlagar
Spänningar har uppkommit i länder där friheten att fotografera på allmän plats står i strid med senare införda lagar för bekämpning av terrorism.

### Storbritannien
I Storbritannien har sektion 44 i Terrorism Act 2000 vid åtskilliga tillfällen använts till att stoppa amatör- eller yrkesfotografer från att ta foton på allmän plats. Vid sådana tillfällen krävs att det finns skälig misstanke för att en person är en terrorist. Medan fotografering inte uttryckligen är förbjuden, hävdar kritiker att polis och andra statsrepresentanter missbrukar lagen till att förhindra lagligt fotograferande. Bland annat har man nämnt utredningar där en skolelev, en parlamentsledamot och en BBC-fotograf varit inblandade.
Omfattningen av de här ingripandena har sedan dess minskat. Efter rättsprocesser i Europadomstolen har man också publicerat riktlinjer för att försöka hindra att de används i samband med fotograferande.